# Keiya Shiihashi
Keiya Shiihashi (født 20. juni 1997) er en japansk fodboldspiller.
Han har spillet for flere forskellige klubber i sin karriere, herunder Vegalta Sendai.